# Aleksandr Dobroskok
Aleksandr Dobroskok (Rusia, 12 de junio de 1982) es un clavadista o saltador de trampolín ruso especializado en trampolín de 3 metros, donde consiguió ser campeón mundial en 2003.

## Carrera deportiva
En el Campeonato Mundial de Natación de 2001 celebrado en Fukuoka (Japón) ganó la medalla de bronce en el trampolín de 1 metro, con una puntuación de 414 puntos, tras los chinos Wang Feng y Wang Tianling; y dos años después, en el Campeonato Mundial de Natación de 2003 celebrado en Barcelona ganó dos medallas de oro: en el trampolín de 3 metros y en los saltos sincronizados desde el trampolín, siendo su compañero de saltos Dmitri Sautin.